# 光iフレーム
光iフレーム（ひかりアイフレーム）は、NTT東日本が、フレッツ光契約者向けに2010年11月より2017年2月まで提供していた、7インチAndroidタブレットである。

## 概要
Android 搭載の7インチタブレット型の端末である。NTT東日本の光通信サービス「フレッツ光」と組み合わせることで、インターネットのブラウジングができるほか、オプションであるフレッツ・マーケットを契約することで様々なアプリケーションやコンテンツあらかじめプレインストールされているアプリを利用することが可能。メーカーは韓国。VoIP電話会社MoimstoneからOEMされた端末である。
インターネット接続を行う場合には、Wi-Fiで利用することとなる。フレッツ・マーケットの利用は、契約が必要。
2011年12月9日より「光iフレーム2」の提供が開始されている。
2017年2月28日をもって光iフレーム、光iフレーム2、フレッツ・マーケット共々サービス終了。

### フレッツマーケット
サービス提供者から会員等の特定のメンバーに対してリアルタイムで情報を配信することが可能なサービスとなる。コミュニティー情報や、ニュースや交通情報、天気予報等が配信される。また有料のアプリやコンテンツは通信料とあわせて請求されることとなる。

## 端末

### 光iフレーム
| 製品名       | WDPF-701ME | WDPF-701SE | WDPF-702ME                    |
| ------------ | --- | --- | ----------------------------- |
| OS           | Android 2.1 | Android 2.1 | Android 2.1                   |
| 内蔵メモリー | 2GB | 1GB | 2GB                           |
| 画面サイズ   | 7インチ | 7インチ | 7インチ                       |
| 画面解像度   | 800×480ピクセル | 800×480ピクセル | 800×480ピクセル               |
| タッチパネル | 静電式 | 感圧式 | 静電式                        |
| 大きさ       | 約121mm × 約199mm × 約18mm | 約138mm × 約205mm × 約23mm |                               |
| 特徴         | 薄型 | 自立スタンドがある | amadanaコラボレーションモデル |
| WiFi         | IEEE802.11b/g | IEEE802.11b/g | IEEE802.11b/g                 |
| その他       | デジタルフォトフレーム機能 本体メモリやSDカードに保存された画像をスライドショーで閲覧することができる。 クレードルに指して利用することで、充電しながら利用が可能となる | デジタルフォトフレーム機能 本体メモリやSDカードに保存された画像をスライドショーで閲覧することができる。 クレードルに指して利用することで、充電しながら利用が可能となる |                               |

### 光iフレーム2
| 製品名               | 光iフレーム2 WDPF-703TI-U                                 |
| OS                   | Android 2.2                                               |
| 重さ                 | 490g                                                      |
| サイズ               | 縦132mm×横194.5mm×厚さ17mm                                |
| 画面                 | 7インチワイド（解像度800×480）                            |
| タッチパネル         | 静電容量式（マルチタッチ対応）                            |
| メインメモリー       | 512MB                                                     |
| ストレージ           | 4GB                                                       |
| 無線LAN              | IEEE802.11 b/g WPS対応                                    |
| Bluetooth            | 2.1 + EDR                                                 |
| USB                  | USB 2.0 Type A ×1、USB 2.0 mini-B×1                       |
| メモリカードスロット | SD/SDHCメモリーカード×1（microSDHC）                      |
| 赤外線ポート         | IrDA 1.4                                                  |
| カメラ               | 300万画素（オートフォーカス）                             |
| バッテリ             | 3200 mAh                                                  |
| その他               | 防水IP×4、ステレオスピーカー、GPS、コンパス、加速度センサ |

## 料金
端末はレンタルと買取が選べ、レンタルの場合は月額315円（税込）となる。24ヶ月未満の解約には解約料が発生。ただし、amadanaモデルであるWDPF-702MEはレンタルできない。光iフレーム2の買い取りは19,950円。
またフレッツ・マーケットを利用する場合は別途月額210円が必要となる。フレッツ・マーケットの利用にはIPv6に対応したフレッツ光の契約が必要。端末レンタルの場合、フレッツ・マーケットの契約は必須。
2年間レンタルで利用した場合、端末代とマーケット代の合計で12,600円となる。

## 歴史
- 2010年11月25日 - 端末販売開始[4]。
- 2011年12月9日 - 後継端末「光iフレーム2」提供開始[1][2]。